# 前橋市立滝窪小学校
前橋市立滝窪小学校（まえばししりつ たきくぼしょうがっこう）は、群馬県前橋市にある公立小学校。
また分校として前橋市立滝窪小学校金丸分校がある。

## 概要
1879年10月に公立学校として大胡小学校から分離して開校。
現在は横沢町・滝窪町・堀越町の一部が校区である。

## 沿革
- 1879年（明治12年）10月1日 - 大胡小学校より分離し、滝窪小学校を設置する。[2]
- 1890年（明治23年）11月1日 - 滝窪尋常小学校と称する。
- 1913年（大正2年）4月1日 - 大胡尋常高等小学校に合併し、滝窪分教場となる。
- 1949年（昭和24年）
  - 4月1日 - 大胡小学校から分離し、滝窪小学校となる。
  - 10月1日 - 新校庭が確保される。(11.557㎡ )
- 1955年（昭和30年）3月26日 - 新校舎の落成式を行う。
- 1956年（昭和31年）8月1日 - 給食室が竣工する。
- 1963年（昭和38年）11月25日 - 西校舎を移動し、東校舎との間に2階建て2教室を増築する。
- 1967年（昭和42年）7月20日 - 校門が完成する。
- 1968年（昭和43年）
  - 2月26日 - 校歌制定発表会を行う。
  - 8月10日 - 学校プール竣工式を行う。(総工費 10,428000円)
- 1972年（昭和47年）3月20日 - 体育館が竣工する。
- 1975年（昭和50年）8月1日 - 保健室が竣工する。
- 1983年（昭和58年）2月12日 - 校舎の改築が完了する。
- 1984年（昭和59年）
  - 4月1日 - 3学級増え、プレハブ校舎で授業をする。
  - 12月21日 - 増築校舎が完工する、４年生が移転する。（513.68㎡増）
- 1991年（平成3年）8月6日 - 職員室にエアコン設置する。
- 1992年（平成4年）5月10日 - 給食室北側拡幅工事が完了する。
- 1993年（平成5年）4月1日 - 学校田を開始する。
- 1999年（平成11年）8月24日 -  パソコン教室新設する。
- 2000年（平成12年）8月24日 - 職員・児童トイレ改修を行う。
- 2002年（平成14年）11月1日 - 体育館南サブグランド設置する。
- 2004年（平成16年）12月5日 - 前橋市と合併し、前橋市立滝窪小学校と改称する。
- 2005年（平成17年）
  - 4月6日 - 普通教室に扇風機を設置する。
  - 5月6日 - 特別教室にエアコンを設置する。
- 2007年（平成19年）
  - 7月20日 自校での給食を廃止し、給食調理室を改修する。（給食コンテナ室と用務技師室の設置）
  - 8月27日 - センター給食が開始される。
- 2009年（平成21年）
  - 3月 - プールの改修が完了する。
  - 3月12日 - 体育館が完工し、引き渡しされる。
  - 4月13日 体育館竣工式を行う。
- 2010年（平成22年）
  - 1月9日 - 地上デジタルテレビを設置する
  - 3月26日 - プールが完工する

## 児童数
合計144名(平成26年4月7日現在)

## 学校教育目標
分校の前橋市立滝窪小学校金丸分校と同様。
- やさしく
  - 友だちと仲良くできる児童
  - 家族を大切にする児童　　　　　　　
  - あいさつ、返事がきちんとできる児童
  - 基本的生活習慣を身につけた児童
- かしこく
  - 基礎・基本を確実に身につけた児童
  - 学習意欲がある児童
  - 情報教育の基礎を身につけた児童
  - 読書好きな児童
- たくましく
  - 元気に友だちと遊べる児童
  - 体力・気力がある児童
  - がまん強さ・粘り強さを身につけた児童